# Who Is Mike Jones?
Who Is Mike Jones? es el álbum debut del rapero Mike Jones, el cual salió a la ven el 19 de abril del 2005, alcanzó la posición 3· en la lista de las Estados Unidos. Los principales singles fueron "Still Tippin'" y "Back Then". Fue certificado como Platino.

## Lista de canciones
| #  | Título                  | Productor                  | Colaborador              | Duración |
| -- | ----------------------- | -------------------------- | ------------------------ | -------- |
| 1  | "Intro - Mike Jones"    | Mike Jones                 | —                        | 0:25     |
| 2  | "Back Then"             | Michael "5000" Watts       | —                        | 4:05     |
| 3  | "Flossin'"              | Mike B                     | Big Moe                  | 3:11     |
| 4  | "Still Tippin'"         | Michael "5000" Watts       | Slim Thug & Paul Wall    | 4:32     |
| 5  | "Got It Sewed Up"       | DJ Paul & Juicy J          | —                        | 3:18     |
| 6  | "Scandalous Hoes"       | Kojak                      | —                        | 3:23     |
| 7  | "Screw Dat"             | —                          | —                        | 3:19     |
| 8  | "Turning Lane"          | Sears                      | —                        | 4:22     |
| 9  | "Laws Patrolling"       | Sears                      | CJ, Mello & Lil' Bran    | 2:53     |
| 10 | "5 Years from Now"      | —                          | Lil' Bran                | 3:47     |
| 11 | "Cuttin'"               | —                          | —                        | 3:51     |
| 12 | "What Ya Know About..." | Pretty Todd                | Killa Kyleon & Paul Wall | 3:44     |
| 13 | "Know What I'm Sayin'"  | —                          | Bun B & Lil' Keke        | 4:07     |
| 14 | "Type of Nigga U Need"  | Young Hollywood            | Brighteyes               | 3:57     |
| 15 | "Grandma"               | Antwane "Amadeus" Thompson | —                        | 5:16     |